# BAFA NL Division One 2017
La BAFA NL Division One 2017 è la 29ª edizione del campionato di football americano di secondo livello, organizzato dalla BAFA.

## Squadre partecipanti
| Club                  | Città               | Stadio | Sponsor ufficiale | Risultato nella stagione 2016 |
| --------------------- | ------------------- | ------ | ----------------- | ----------------------------- |
| Birmingham Bulls      | Birmingham          |        |                   |                               |
| Cambridgeshire Cats   | Cambridge           |        |                   |                               |
| Colchester Gladiators | Colchester          |        |                   |                               |
| Coventry Jets         | Coventry            |        |                   |                               |
| Doncaster Mustangs    | Doncaster           |        |                   |                               |
| Kent Exiles           | Chislehurst         |        |                   |                               |
| Leicester Falcons     | Quorn               |        |                   |                               |
| London Hornets        | Londra              |        |                   |                               |
| London Olympians      | Londra              |        |                   |                               |
| Manchester Titans     | Manchester          |        |                   |                               |
| Newcastle Vikings     | Newcastle upon Tyne |        |                   |                               |
| Nottingham Caesars    | Nottingham          |        |                   |                               |
| Ouse Valley Eagles    | Bedford             |        |                   |                               |
| Oxford Saints         | Oxford              |        |                   |                               |
| Sandwell Steelers     | Tipton              |        |                   |                               |
| Solent Thrashers      | Southampton         |        |                   |                               |
| South Wales Warriors  | Llanharan           |        |                   |                               |
| Sussex Thunder        | Brighton            |        |                   |                               |
| West Coast Trojans    | Paisley             |        |                   |                               |
| Yorkshire Rams        | Leeds               |        |                   |                               |

## Stagione regolare

### Calendario

#### 1ª giornata
| 9 aprile 2017 | Coventry Jets | 13 – 20 | Nottingham Caesars |  |

| 9 aprile 2017 | South Wales Warriors | 12 – 14 | Ouse Valley Eagles |  |

| 9 aprile 2017 | Colchester Gladiators | 20 – 34 | London Olympians |  |

| 9 aprile 2017 | Cambridgeshire Cats | 7 – 35 | Kent Exiles |  |

#### 2ª giornata
| 16 aprile 2017 | Yorkshire Rams | 0 – 3 | Newcastle Vikings |  |

| 16 aprile 2017 | Sandwell Steelers | 71 – 0 | Coventry Jets |  |

| 16 aprile 2017 | Oxford Saints | 8 – 35 | Sussex Thunder |  |

| 16 aprile 2017 | Cambridgeshire Cats | 32 – 0 | London Olympians |  |

#### 3ª giornata
| 23 aprile 2017 | Yorkshire Rams | 41 – 12 | West Coast Trojans |  |

| 23 aprile 2017 | Doncaster Mustangs | 0 – 41 | Manchester Titans |  |

| 23 aprile 2017 | Sandwell Steelers | 32 – 0 | Birmingham Bulls |  |

| 23 aprile 2017 | South Wales Warriors | 6 – 13 | Oxford Saints |  |

| 23 aprile 2017 | Solent Thrashers | 0 – 23 | Sussex Thunder |  |

| 23 aprile 2017 | Cambridgeshire Cats | 20 – 6 | Colchester Gladiators |  |

| 23 aprile 2017 | London Hornets | 18 – 14 | Kent Exiles |  |

#### 4ª giornata
| 30 aprile 2017 | Coventry Jets | 12 – 48 | Leicester Falcons |  |

| 30 aprile 2017 | Birmingham Bulls | 0 – 20 | Nottingham Caesars |  |

| 30 aprile 2017 | South Wales Warriors | 8 – 14 | Sussex Thunder |  |

| 30 aprile 2017 | Solent Thrashers | 19 – 27 | Ouse Valley Eagles |  |

| 30 aprile 2017 | London Olympians | 14 – 14 | Kent Exiles |  |

| 30 aprile 2017 | Cambridgeshire Cats | 17 – 14 | London Hornets |  |

#### 5ª giornata
| 7 maggio 2017 | Manchester Titans | 1 – 0 (a tavolino) | West Coast Trojans |  |

| 7 maggio 2017 | Doncaster Mustangs | 12 – 7 | Newcastle Vikings |  |

| 7 maggio 2017 | Sandwell Steelers | 42 – 37 | Leicester Falcons |  |

| 7 maggio 2017 | Nottingham Caesars | 13 – 6 | Coventry Jets |  |

| 7 maggio 2017 | Solent Thrashers | 20 – 0 | South Wales Warriors |  |

| 7 maggio 2017 | Oxford Saints | 35 – 14 | Ouse Valley Eagles |  |

| 7 maggio 2017 | Kent Exiles | 24 – 12 | London Hornets |  |

#### 6ª giornata
| 13 maggio 2017 | Sussex Thunder | 17 – 6 | South Wales Warriors |  |

| 14 maggio 2017 | Yorkshire Rams | 35 – 14 | Doncaster Mustangs |  |

| 14 maggio 2017 | Newcastle Vikings | 12 – 56 | Manchester Titans |  |

| 14 maggio 2017 | London Hornets | 12 – 6 | London Olympians |  |

#### 7ª giornata
| 21 maggio 2017 | Manchester Titans | 67 – 20 | Doncaster Mustangs |  |

| 21 maggio 2017 | Newcastle Vikings | 60 – 0 | West Coast Trojans |  |

| 21 maggio 2017 | Sandwell Steelers | 13 – 31 | Leicester Falcons |  |

| 21 maggio 2017 | Nottingham Caesars | 33 – 14 | Birmingham Bulls |  |

| 21 maggio 2017 | Sussex Thunder | 26 – 14 | Oxford Saints |  |

| 21 maggio 2017 | Ouse Valley Eagles | 22 – 42 | Solent Thrashers |  |

| 21 maggio 2017 | Kent Exiles | 13 – 34 | London Olympians |  |

| 21 maggio 2017 | Colchester Gladiators | 6 – 28 | Cambridgeshire Cats |  |

#### 8ª giornata
| 4 giugno 2017 | Yorkshire Rams | 24 – 19 | Newcastle Vikings |  |

| 4 giugno 2017 | Doncaster Mustangs | 6 – 41 | Manchester Titans |  |

| 4 giugno 2017 | Birmingham Bulls | 12 – 20 | Nottingham Caesars |  |

| 4 giugno 2017 | Leicester Falcons | 32 – 0 | Coventry Jets |  |

| 4 giugno 2017 | Sussex Thunder | 13 – 12 | Oxford Saints |  |

| 4 giugno 2017 | London Olympians | 27 – 6 | Colchester Gladiators |  |

| 4 giugno 2017 | Kent Exiles | 13 – 10 | London Hornets |  |

#### 9ª giornata
| 11 giugno 2017 | Manchester Titans | 21 – 6 | Yorkshire Rams |  |

| 11 giugno 2017 | West Coast Trojans | 1 – 0 (a tavolino) | Doncaster Mustangs |  |

| 11 giugno 2017 | Nottingham Caesars | 33 – 29 | Sandwell Steelers |  |

| 11 giugno 2017 | Leicester Falcons | 30 – 0 | Birmingham Bulls |  |

| 11 giugno 2017 | Ouse Valley Eagles | 3 – 0 | South Wales Warriors |  |

| 11 giugno 2017 | Oxford Saints | 33 – 14 | Solent Thrashers |  |

| 11 giugno 2017 | London Hornets | 9 – 3 | Cambridgeshire Cats |  |

#### 10ª giornata
| 18 giugno 2017 | West Coast Trojans | 0 – 44 | Newcastle Vikings |  |

| 18 giugno 2017 | Nottingham Caesars | 7 – 6 | Coventry Jets |  |

| 18 giugno 2017 | Leicester Falcons | 42 – 0 | Sandwell Steelers |  |

| 18 giugno 2017 | Sussex Thunder | 21 – 0 | Ouse Valley Eagles |  |

| 18 giugno 2017 | Solent Thrashers | 15 – 8 | South Wales Warriors |  |

| 18 giugno 2017 | Colchester Gladiators | 19 – 25 | London Olympians |  |

#### 11ª giornata
| 25 giugno 2017 | Doncaster Mustangs | 14 – 34 | Yorkshire Rams |  |

| 25 giugno 2017 | West Coast Trojans | 6 – 48 | Manchester Titans |  |

| 25 giugno 2017 | Birmingham Bulls | 18 – 14 | Coventry Jets |  |

| 25 giugno 2017 | Ouse Valley Eagles | 14 – 24 | Solent Thrashers |  |

| 25 giugno 2017 | Oxford Saints | 42 – 0 | South Wales Warriors |  |

| 25 giugno 2017 | Colchester Gladiators | 12 – 0 | Kent Exiles |  |

| 25 giugno 2017 | London Hornets | 13 – 8 | Cambridgeshire Cats |  |

#### 12ª giornata
| 1º luglio 2017 | Yorkshire Rams | 20 – 14 | Manchester Titans |  |

| 2 luglio 2017 | Newcastle Vikings | 48 – 6 | Doncaster Mustangs |  |

| 2 luglio 2017 | Coventry Jets | 7 – 21 | Sandwell Steelers |  |

| 2 luglio 2017 | Birmingham Bulls | 6 – 24 | Leicester Falcons |  |

| 2 luglio 2017 | Sussex Thunder | 35 – 9 | Solent Thrashers |  |

| 2 luglio 2017 | London Olympians | 22 – 7 | London Hornets |  |

| 2 luglio 2017 | Cambridgeshire Cats | 7 – 14 | Colchester Gladiators |  |

#### 13ª giornata
| 8 luglio 2017 | Leicester Falcons | 33 – 7 | Nottingham Caesars |  |

| 8 luglio 2017 | South Wales Warriors | 0 – 17 | Sussex Thunder |  |

| 9 luglio 2017 | Doncaster Mustangs | 50 – 0 | West Coast Trojans |  |

| 9 luglio 2017 | Coventry Jets | 0 – 41 | Sandwell Steelers |  |

| 9 luglio 2017 | Ouse Valley Eagles | 20 – 6 | Oxford Saints |  |

| 9 luglio 2017 | London Olympians | 34 – 14 | Cambridgeshire Cats |  |

| 9 luglio 2017 | Kent Exiles | 24 – 0 | Colchester Gladiators |  |

#### 14ª giornata
| 16 luglio 2017 | Manchester Titans | 42 – 21 | Yorkshire Rams |  |

| 16 luglio 2017 | West Coast Trojans | 0 – 27 | Newcastle Vikings |  |

| 16 luglio 2017 | Birmingham Bulls | 8 – 23 | Sandwell Steelers |  |

#### 15ª giornata
| 23 luglio 2017 | Manchester Titans | 50 – 14 | Newcastle Vikings |  |

| 23 luglio 2017 | West Coast Trojans | 0 – 52 | Yorkshire Rams |  |

| 23 luglio 2017 | Coventry Jets | 20 – 6 | Birmingham Bulls |  |

| 23 luglio 2017 | Nottingham Caesars | 0 – 35 | Leicester Falcons |  |

| 23 luglio 2017 | Solent Thrashers | 40 – 21 | Oxford Saints |  |

| 23 luglio 2017 | Ouse Valley Eagles | 7 – 16 | Sussex Thunder |  |

| 23 luglio 2017 | Colchester Gladiators | 17 – 6 | London Hornets |  |

| 23 luglio 2017 | London Olympians | 26 – 33 | Kent Exiles |  |

#### 16ª giornata
| 30 luglio 2017 | West Coast Trojans | 14 – 14 | Doncaster Mustangs |  |

| 30 luglio 2017 | Newcastle Vikings | 14 – 44 | Yorkshire Rams |  |

| 30 luglio 2017 | Sandwell Steelers | 21 – 0 | Nottingham Caesars |  |

| 30 luglio 2017 | Leicester Falcons | 51 – 8 | Birmingham Bulls |  |

| 30 luglio 2017 | South Wales Warriors | 16 – 41 | Solent Thrashers |  |

| 30 luglio 2017 | Oxford Saints | 24 – 22 | Ouse Valley Eagles |  |

| 30 luglio 2017 | Kent Exiles | 16 – 20 | Cambridgeshire Cats |  |

| 30 luglio 2017 | London Hornets | 22 – 0 | Colchester Gladiators |  |

### Classifica
Le classifiche della regular season sono le seguenti.
- PCT = percentuale di vittorie, G = partite giocate, V = partite vinte, P = partite perse, PF = punti fatti, PS = punti subiti

#### NFC 1 North
| Pos. | Squadra            | PCT  | G  | V | N | P | PF  | PS  |
| ---- | ------------------ | ---- | -- | - | - | - | --- | --- |
| 1    | Manchester Titans  | .900 | 10 | 9 | 0 | 1 | 379 | 105 |
| 2    | Yorkshire Rams     | .700 | 10 | 7 | 0 | 3 | 277 | 153 |
| 3    | Newcastle Vikings  | .500 | 10 | 5 | 0 | 5 | 240 | 192 |
| 4    | Doncaster Mustangs | .250 | 10 | 2 | 1 | 7 | 86  | 285 |
| 5    | West Coast Trojans | .150 | 10 | 1 | 1 | 8 | 32  | 278 |

#### NFC 1 South
| Pos. | Squadra            | PCT  | G  | V | N | P | PF  | PS  |
| ---- | ------------------ | ---- | -- | - | - | - | --- | --- |
| 1    | Leicester Falcons  | .900 | 10 | 9 | 0 | 1 | 353 | 80  |
| 2    | Sandwell Steelers  | .700 | 10 | 7 | 0 | 3 | 293 | 158 |
| 3    | Nottingham Caesars | .700 | 10 | 7 | 0 | 3 | 153 | 169 |
| 4    | Coventry Jets      | .100 | 10 | 1 | 0 | 9 | 78  | 279 |
| 5    | Birmingham Bulls   | .100 | 10 | 1 | 0 | 9 | 72  | 267 |

#### SFC 1 Central
| Pos. | Squadra              | PCT   | G  | V  | N | P  | PF  | PS  |
| ---- | -------------------- | ----- | -- | -- | - | -- | --- | --- |
| 1    | Sussex Thunder       | 1.000 | 10 | 10 | 0 | 0  | 207 | 64  |
| 2    | Solent Thrashers     | .600  | 10 | 6  | 0 | 4  | 224 | 199 |
| 3    | Oxford Saints        | .500  | 10 | 5  | 0 | 5  | 208 | 190 |
| 4    | Ouse Valley Eagles   | .400  | 10 | 4  | 0 | 6  | 142 | 199 |
| 5    | South Wales Warriors | .000  | 10 | 0  | 0 | 10 | 56  | 196 |

#### SFC 1 East
| Pos. | Squadra               | PCT  | G  | V | N | P | PF  | PS  |
| ---- | --------------------- | ---- | -- | - | - | - | --- | --- |
| 1    | London Olympians      | .650 | 10 | 6 | 1 | 3 | 222 | 170 |
| 2    | Kent Exiles           | .550 | 10 | 5 | 1 | 4 | 186 | 153 |
| 3    | London Hornets        | .500 | 10 | 5 | 0 | 5 | 123 | 109 |
| 4    | Cambridgeshire Cats   | .500 | 10 | 5 | 0 | 5 | 156 | 142 |
| 5    | Colchester Gladiators | .300 | 10 | 3 | 0 | 7 | 100 | 193 |

## Playoff

### Tabellone
|  | Quarti di finale  | Quarti di finale  | Quarti di finale  |                   |                   | Semifinali        | Semifinali | Semifinali |  |  | Britbowl | Britbowl | Britbowl |  |
|  |                   |                   |                   |                   |                   |                   |            |            |  |  |          |          |          |  |
|  | Leicester Falcons | Leicester Falcons | 27                |                   |                   |                   |            |            |  |  |          |          |          |  |
|  | Leicester Falcons | Leicester Falcons | 27                |                   |                   |                   |            |            |  |  |          |          |          |  |
|  | Yorkshire Rams    | Yorkshire Rams    | 8                 |                   |                   |                   |            |            |  |  |          |          |          |  |
|  | Yorkshire Rams    | Yorkshire Rams    | 8                 |                   | Leicester Falcons | Leicester Falcons | 21         |            |  |  |          |          |          |  |
|  |                   |                   |                   |                   | Leicester Falcons | Leicester Falcons | 21         |            |  |  |          |          |          |  |
|  |                   |                   | Manchester Titans | Manchester Titans | 27                |                   |            |            |  |  |          |          |          |  |
|  | Manchester Titans | Manchester Titans | Manchester Titans | Manchester Titans | 27                | 29                |            |            |  |  |          |          |          |  |
|  | Manchester Titans | Manchester Titans |                   |                   |                   |                   |            |            |  |  |          |          |          |  |
|  | Sandwell Steelers | Sandwell Steelers | 12                |                   |                   |                   |            |            |  |  |          |          |          |  |
|  | Sandwell Steelers | Sandwell Steelers | 12                |                   | Manchester Titans | Manchester Titans | 46         |            |  |  |          |          |          |  |
|  |                   |                   |                   |                   |                   |                   |            |            |  |  |          |          |          |  |
|  |                   |                   | London Olympians  | London Olympians  | 23                |                   |            |            |  |  |          |          |          |  |
|  | London Olympians  | London Olympians  | London Olympians  | London Olympians  | 23                | 55                |            |            |  |  |          |          |          |  |
|  | London Olympians  | London Olympians  |                   |                   |                   |                   |            |            |  |  |          |          |          |  |
|  | Solent Thrashers  | Solent Thrashers  | 29                |                   |                   |                   |            |            |  |  |          |          |          |  |
|  | Solent Thrashers  | Solent Thrashers  | 29                |                   | London Olympians  | London Olympians  | 41         |            |  |  |          |          |          |  |
|  |                   |                   |                   |                   | London Olympians  | London Olympians  | 41         |            |  |  |          |          |          |  |
|  |                   |                   | Kent Exiles       | Kent Exiles       | 17                |                   |            |            |  |  |          |          |          |  |
|  | Sussex Thunder    | Sussex Thunder    | Kent Exiles       | Kent Exiles       | 17                | 21                |            |            |  |  |          |          |          |  |
|  | Sussex Thunder    | Sussex Thunder    |                   |                   |                   |                   |            |            |  |  |          |          |          |  |
|  | Kent Exiles (dts) | Kent Exiles (dts) | 22                |                   |                   |                   |            |            |  |  |          |          |          |  |

### Quarti di finale
| 6 agosto 2017 | Manchester Titans | 29 – 12 | Sandwell Steelers |  |

| 6 agosto 2017 | Leicester Falcons | 27 – 8 | Yorkshire Rams |  |

| 6 agosto 2017 | Sussex Thunder | 21 – 22 (d.t.s.) | Kent Exiles |  |

| 6 agosto 2017 | London Olympians | 55 – 29 | Solent Thrashers |  |

### Semifinali
| 13 agosto 2017 | Leicester Falcons | 21 – 27 | Manchester Titans |  |

| 13 agosto 2017 | London Olympians | 41 – 17 | Kent Exiles |  |

### Britbowl
| 27 agosto 2017 | Manchester Titans | 46 – 23 | London Olympians |  |

## Verdetti
- Manchester Titans Vincitori del Britbowl di secondo livello 2017